# N579 (België)
De N579 is een gewestweg in België tussen Charleroi (R9) en Bout-la-Haut (N53). De weg heeft een lengte van ongeveer 10 kilometer.
Vrijwel de gehele weg bestaat uit twee rijstroken voor beide richtingen samen.

## Plaatsen langs N579
- Charleroi
- Montigny-le-Tilleul
- Bout-la-Haut

## N579b
De N579b is een aftakking van de N579 tussen de N53 en de N583 in Charleroi. De N579b is ongeveer 1 kilometer lang en ligt volledig aan de noordkant tegen de spoorlijn aan. De weg draagt de naam Rue de l'Alliance.